# 陳朝輔
陳朝輔，号平若，浙江寧波府鄞縣人，明朝政治人物。

## 生平
萬曆四十年（1612年）舉壬子科浙江鄉試第十三名，萬曆四十四年（1616年）登丙辰科进士，官御史，崇禎元年四月巡按山東。